# Gregory Chaitin
 Gregory J. Chaitin  (Chicago, 15 de Novembre de 1947) és un matemàtic i científic de la computació argentí-estatunidenc.

## Biografia
Gregory J. Chaitin va néixer a Nova York el 1947. Els seus pares eren immigrants argentins. El 1965 va tornar a Buenos Aires on va estudiar matemàtiques a la Universitat de Buenos Aires. Després de graduarse va treballar per IBM i com a docent a la Facultat de Ciències Exactes.
Havent començat cap a finals dels anys 1960, Chaitin va fer importants contribucions a la teoria algorísmica de la informació i a la metamatemática, en particular un teorema d'incompletesa similar en esperit a l'teorema d'incompletesa de Gödel.
El 1995 va rebre el grau de doctor en ciències  honoris causa  per la Universitat de Maine. El 2002 va rebre el títol de professor honorari per la Universitat de Buenos Aires a l'Argentina, on els seus pares van néixer i on Chaitin va passar part de la seva joventut. Està a l'equip del Centre de Recerca Thomas J. Watson d'IBM i a més és professor visitant en el Departament de Computació de la Universitat d'Auckland, i en el comitè internacional de l'Institut de Sistemes Complexos Valparaíso.
Chaitin va definir la constant de Chaitin Ω, un nombre real els dígits del qual estan equidistribuits i expressa la probabilitat de detenció d'un programa escollit a l'atzar. Ω té nombroses propietats matemàtiques interessants, incloent-hi el fet de ser definible però no computable.
El treball de Chaitin en la teoria algorísmica de la informació va continuar amb el treball anterior d'Andrei Kolmogórov en diversos respectes.
Chaitin també escriu en filosofia, especialment sobre metafísica i filosofia de la matemàtica (particularment sobre assumptes epistemològics en la matemàtica). A metafísica, Chaitin diu que la teoria algorísmica de la informació és la clau per resoldre problemes en matèries com biologia (obtenint una definició formal de 'vida', els seus orígens i evolució) i neurociència (el problema de la consciència i l'estudi de la ment).
A més, en escrits recents, defensa la posició anomenada filosofia digital. En l'epistemologia de les matemàtiques, aclama que els seus resultats en lògica matemàtica i en teoria de la informació algorísmica mostren que hi ha  "fets matemàtics que són certes sense raó, per accident. Són fets matemàtics aleatoris ". Chaitin proposa que els matemàtics haurien d'abandonar tota esperança de provar-los i adoptar una metodologia quasi-empírica.
Encara que el treball matemàtic de Chaitin és generalment acceptat com a correcte, diversos matemàtics discrepen fortament amb la seva interpretació filosòfica. El filòsof Panu Raatikainen argumenta que Chaitin malinterpreta les implicacions d'aquests canvis i que les seves conclusions sobre assumptes filosòfics no són sòlides. El filòsof Torkel Franzen critica la interpretació del Teorema d'incompletesa de Gödel de Chaitin i l'explicació que el seu treball representa.
Chaitin és també l'inventor de l'ús de grafs de colors per a l'assignació dels registres al compilar.
És doctor honoris causa per la Universitat Nacional de Còrdova.